# 9662 Frankhubbard
9662 Frankhubbard eller 1996 GS är en asteroid i huvudbältet som upptäcktes den 12 april 1996 av den italiensk-amerikanske astronomen Paul G. Comba vid Prescott-observatoriet. Den är uppkallad efter amerikanen Frank Hubbard.
Asteroiden har en diameter på ungefär 5 kilometer och den tillhör asteroidgruppen Gefion.